# Yitzhak Yedid

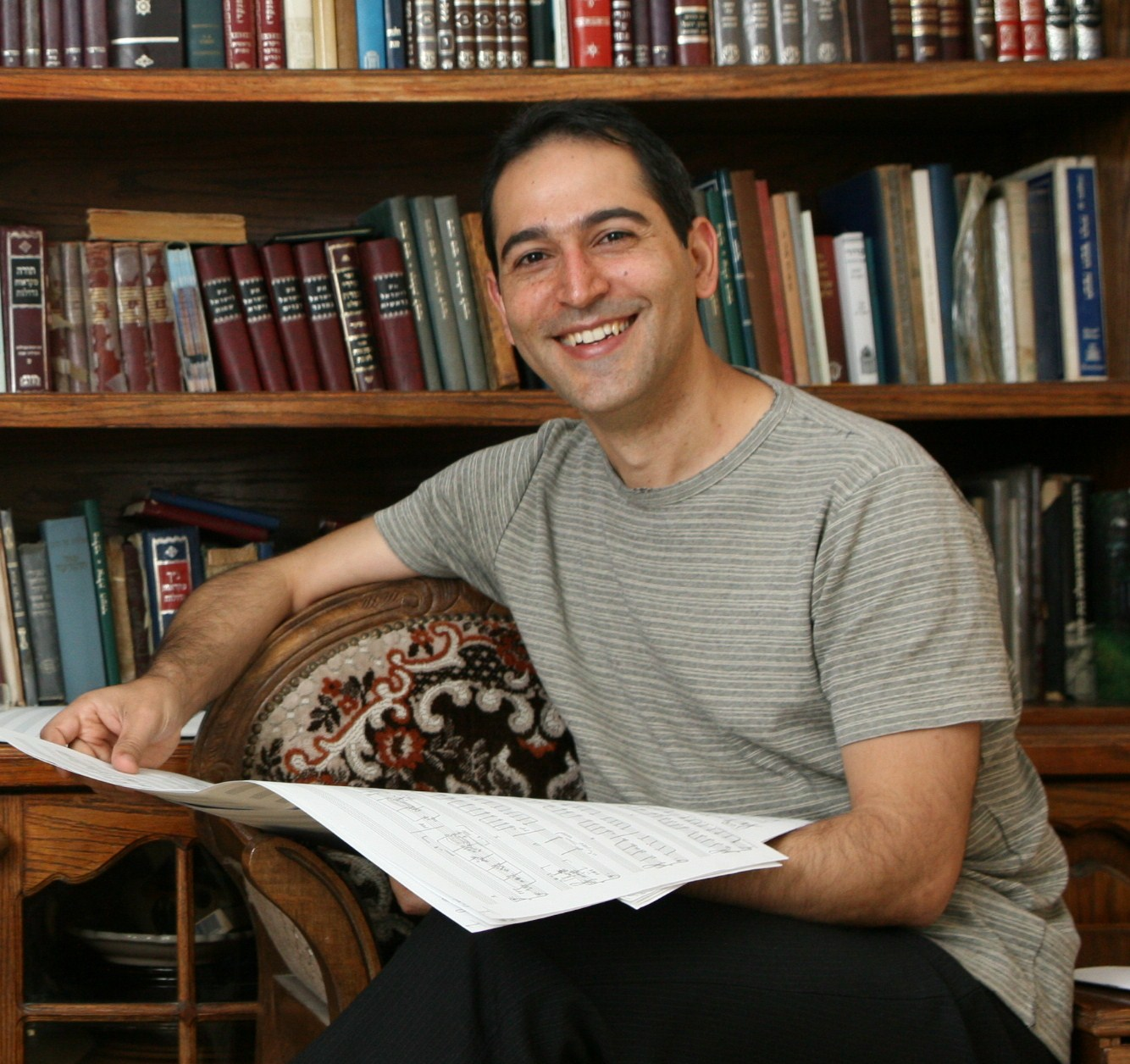
Yitzhak Yedid, 2009

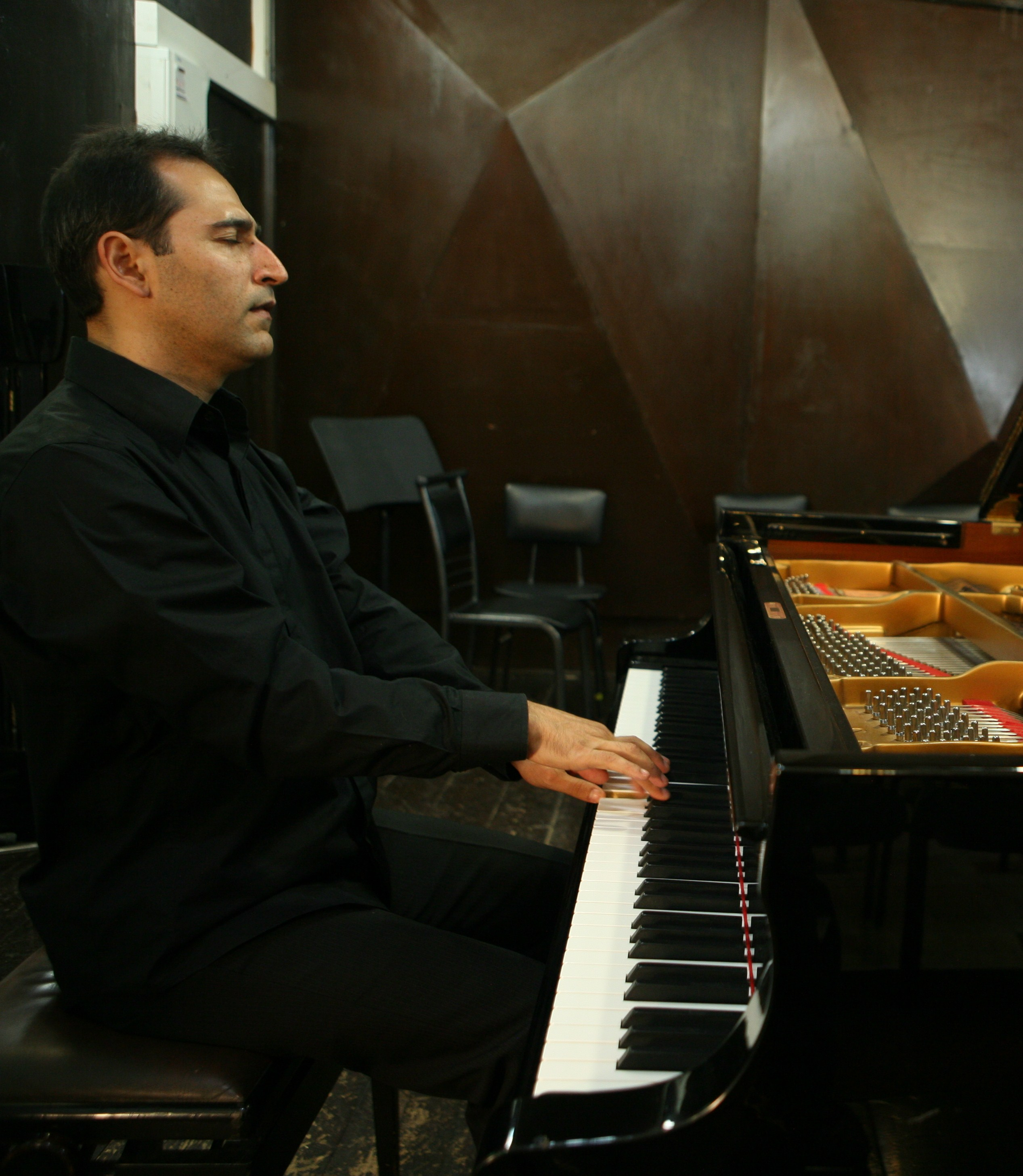
Yitzhak Yedid, 2009

Yitzhak Yedid (Hebreeuws: יצחק ידיד , Jeruzalem, 29 september 1971) is een Israëlische componist en pianist.
Hij werd geboren in een Syrisch-Iraaks gezin en studeerde aan de Jerusalem Academy of Music and Dance, de New England Conservatory en de Monash-universiteit in Melbourne (Australië).

## Discografie
- 2012 : Visions, Fantasies and Dances, Music for String Quartet
- 2008 : Oud Bass Piano Trio, Between the lines
- 2006 : Reflections upon six Images, Between the lines
- 2005 : Passions & Prayers, Between the lines
- 2003 : Myth of the cave, Between the lines
- 2002 : Inner outcry – Yedid trio, Musa records
- 2002 : Ras Deshen – con Abate Berihun, Ab
- 2000 : Full moon Fantasy – solo piano, Musa Records
- 1998 : Trio avec Masashy Harada & Bahab Rainy
- 1997 : Duo Paul Bley & Yitzhak Yedid

- Gemeinsame Normdatei: 135330327
- International Standard Name Identifier: 0000 0001 0784 4642
- Library of Congress Control Number: n2010062954
- MusicBrainz: 1982bc14-ecc0-4fe2-b175-cbe740b4fa85
- Nationale Bibliotheek van Israël: 987007307568005171
- Système universitaire de documentation: 16659184X
- Virtual International Authority File: 80113008
- WorldCat: E39PBJxH4hdxbmQdP9vTCGVV4q